# Liste de chaînes de télévision par pays
Cet article présente la liste des chaînes de télévision classée alphabétiquement par continent et pays.

## Afrique

### Burkina Faso
- 3TV
- BF1
- Burkina info
- Canal3
- CVK
- Impact TV
- LCA
- OMEGA TV
- RTB
- Savane TV
- SMTV
- Soleil TV
- TV Maria
- TVZ
- TV Al-houda
- TCO

### Cameroun
- BK TV
- BALAFON TV
- Tropical TV
- CANAL 2
- CANAL 2 Movies
- CANAL 2 Infos
- CRTV
- CRTV NEWS
- CRTVsport
- DBS tv
- EQUINOXE TV
- Info tv
- LTM
- CAM10 TV
- STV1
- STV2
- SUN TV
- VISION 4
- OSCARITO TV

- SAINT JACQUET TV
- EHB TV
- Galaxie TV

### Côte d'Ivoire
- Actuelles
  - 7Info
  - A+ Ivoire
  - Al Bayane TV
  - Bénie TV
  - Business 24
  - Ivoire TV Music
  - RTI 3
  - Life TV
  - La 3
  - LMTV
  - NCI
  - NTV Notre television
  - RTI 1
  - RTI 2
  - RTI Bouaké
  - TCHAMAN TV
  - Reflet TV
  - A12
- Disparues
  - RTI Music TV
  - RTI Sport TV
  - TAM-TAM TV

### Égypte
- Al Masriyah
- Al Mustaquilla (émettant de Londres)
- Al Nahar
- Al Nahar +2
- Al Nahar Drama
- Al Nahar Al Yawm
- Al Nahar Sport
- BC
- CBC TWO
- CBC eXtra
- CBC Drama
- CBC Sofra
- Nile Culture
- Nile Drama
- Nile Life
- Nile News
- Nile TV

### Gabon
- Actuelles
  - Gabon TV culture
  - RTG1 devenue Gabon 1ere depuis 2012
  - Télé Africa
- Gabon 24
  - Go Africa

### Ghana
- GTV
- G

### Libye
- Libya al-Ahrar TV

### Mali
- 9tv
- AFRICABLE TV
- AFRICOM TV
- AL BAYANE TV
- Alafia TV
- Anwar TV
- Bamako24 TV
- CHERIFLA TV
- Dambe TV
- DANAYA TV
- Djoliba News TV
- ENERGIE TV
- ENERGIE TV
- ENERGIE TV RELIGION
- ENERGIE TV SPORTS
- Hondou TV
- HORONYA TV
- KAFO TV
- KAYES TV
- KENE TV
- Koussan TV
- LIBERTÉ TV
- M7 TV
- Maïsha TV
- MALI24 TV
- Mamelon TV
- MANDE TV
- MDS TV
- Mousso TV
- NIETA TV
- ORTM1
- PINAL TV
- RENOUVEAU TV
- SEGOU TV
- STM TV
- SUMU TV
- SUNA TV
- TELE KLEDU
- TM1TV
- TM2
- Utv
- ZAHRA TV
- Zikri TV
- Bachir TV
- R Muzik TV
- Bélédougou tv
- ECF TV (Eglise communion fraternelle télévision) – chaîne religieuse

### Maurice
- Ciné 12
- MBC 1 (Maurice)
- MBC 2
- MBC 3
- MBC 4 digital
- MBC Sat

### Niger
- Anfani TV
- Bonferey TV
- Canal 3 TV
- Dounia TV
- Espérance TV
- Fidélité TV
- Gaskia TV
- Labari TV
- Liptako TV
- Niger 24 TV
- Ortn TV(Télé Sahel)
- Saraounia TV
- Tal TV
- Tambara TV
- Ténéré TV
- Wangari TV

### Nigeria
- AIT
- NTA

### République démocratique du Congo
- Madi TV
- Couleurs TV
- Antenne A
- rtnc
- b.one
- Moliere
- Congoweb TV
- Bosolo TV
- Télé 50
- Maboke TV
- PSTV
- CCTV
- RATELKI
- BISO TV 100% Cinéma congolais
- Sensation TV
- WANGU RTV

### Sénégal
- 2Si
- 2sTV
- TMS (Telemusik Sénégal)
- 7 TV
- AFRICA 7
- Batamba TV
- DTV (Sénégal)
- ITV
- LAMP TV
- MOURCHID
- MOURIDIYYAH
- TIVAOUANE TV (Khalil SECK)
- OBS TV
- RDV
- RTS1
- RTS2
- RTS3
- RTS4
- SEN TV
- Sunu Yeuf
- TFM
- TT TV
- TVS
- WALF TV

### Soudan
- Sudan TV

### Tchad
- Alnassr TV
- Electron TV
- ONRTV
- Sahara tv
- Tchad 24 TV
- Toumaï Tv
- Mrtv
- Chift TV

### Togo
- LCF
- NW Cinéma
- NW infos
- NW sport 1
- NW sport 2
- Télévision togolaise (TVT)
- TV2
- TV7
- TV SPES
- RTDS
- ZION-TO
- Sunna Tv

### Tunisie
- Al Insen TV
- Al Janoubiya TV
- Attessia TV
- Carthage+
- El Hiwar El Tounsi
- Hannibal TV
- M Tunisia
- Nessma
- Télévision tunisienne 1
- Télévision tunisienne 2
- Telvza TV
- Tunisia News Network
- Tunisie Télévision 1
- Tunisna TV
- Zitouna TV

## Amérique du Nord

### États-Unis
- A&E
- AMC
- ABC
- Boomerang
- CNN
- Cartoon Network
- Cinemax
- Citytv (Canada)
- CNBC
- CBS
- Comedy Central
- Discovery Channel, Discovery Kids
- Disney Channel, Toon Disney
- ESPN, ESPN2 (ÉUA, monde)
- Eurosport (EU)
- F MEN (monde)
- Fashion TV (monde)
- FOX, FoxBox, Fox News
- Fox Sports Net, Sportsnet
- Freeform
- Golf Channel
- HBO, HBO2, HBO Plus, HBO Signature
- Ion Television
- ITV
- MSNBC
- MTV Classic
- NASA TV
- NBC
- Nickelodeon, Nicktoons (ÉUA)
- Nine Network (AU)
- PBS
- QVC
- Shop at Home
- Shop NBC
- Showtime, Showtime Two
- Starz, Encore (canal)
- TBN
- TBS
- Ten Australie
- The CW
- Travel Channel
- TV Land (ÉUA, Monde)
- USA Network
- VH1
- Zee TV (IN)

### Mexique
- Canal 5*
- Telemundo
- Televisa
- TV Azteca

### Nicaragua
- Canal 4
- Canal 10 (Nicaragua)
- Canal 13
- Nicavisión
- Telenica
- Televicentro de Nicaragua
- TV Red

## Amérique du Sud

### Argentine
- América TV
- Canal 9
- Canal 13
- Suri TV
- Telefe
- Telefe Internacional
- Televisión Pública Argentina

### Bolivie
- Bolivia TV
- Red ATB
- Red UNO
- RTP Bolivie
- Unitel

### Chili
- Canal 13
- Chilevisión
- CNN Chile
- Etc TV
- La Red
- Mega
- Rec TV
- Telecanal
- Televisión Nacional de Chile
- UCV Télévision

### Colombie
- Canal Institucional
- Caracol Televisión
- RCN Televisión
- Señal Colombia

### Cuba
- Cubavisión
- Cubavisión Internacional

### Panama
- RCM Televisión
- RCP TV
- Telemetro
- TVMax
- TVN (Panama)

### Paraguay
- Canal 13
- LaTele
- Paraguay TV
- Paravisión
- Red Guaraní
- Sistema Nacional de Televisión
- Telefuturo
- Unicanal

### Uruguay
- Canal 10 (Uruguay)
- Monte Carlo TV
- Teledoce
- Televisión Nacional Uruguay

### Venezuela
- RCTV
- Tele Sur
- Teves
- Venevisión
- Venezolana de Televisión, radiodiffuseur national public du Venezuela
- ViVe

## Asie

### Arabie Saoudite
- Saudi 1
- Saudi Ekhbariya TV (Actualités)
- Saudi Riyadiya TV (Sports)
- Saudi Eqtisadiya TV (Economique)
- Saudi Thaqafiya TV (Culturel)
- Saudi Quran TV (Religious)
- Saudi Sunna TV (Religious)
- Saudi Ajyal TV (Enfants)
- Al Arabiya
- MBC
- MBC 2
- MBC 3
- MBC 4
- MBC Action
- MBC Bollywood
- MBC Drama
- MBC Drama+
- MBC MAX

### Chine
- ATV
- Beijing Olympic Broadcasting
- Beijing TV
- CCTV-1
- CCTV-2
- CCTV-3
- CCTV-4
- CCTV-5
- CCTV-9 (en anglais)
- China Movie (chaîne du cinéma chinois)
- China Television
- Chinese Television System
- Chongqing Television
- Disney Channel Taïwan
- FTV
- Fujian Television
- GTV
- Guangdong TV (cantonais)
- Hebei Television
- Hunan Satellite TV
- Jade TV
- La chaîne du Jiangsu
- Long Beijing
- Phoenix TV 凤凰卫视 (mandarin et cantonais)
- PTS
- SETTV
- Shanghai Dragon TV
- TTV
- TBL
- Tianjin Television
- TVBS
- Xiamen Star TV (mandarin et fujianhua)
- Xinjiang Television Station

### Corée du Sud
- Arirang TV
- CGNTV
- Channel A
- TV Chosun
- EBS
- JTBC
- KBS
- MBN
- Mnet
- MBC
- News Y
- SBS
- tvN
- YTN

### Corée du Nord
- KCTV
- Mansudae Television

### Émirats arabes unis
- Abu Dhabi TV
- Abu Dhabi Sports
- Dubai TV
- Sama Dubai
- Dubai Sports
- Noor Dubai
- AD Drama

Ajman
Sharjah

### Inde
- Zee Cinema
- Zee Info
- Zee Magic

### Indonésie
- Ratih TV
- TV Biinmafo
- Siak TV

### Iran
- Al-Alam News Network
- HispanTV
- IRIB Jame Jam
- IRINN
- Jame Jam
- Jame Jam 2
- Jame Jam 3
- Press TV
- Sahar TV
- Tehran TV

### Irak
- Al Iraqiya
- Shabab TV (1993 - 2003)

### Japon
- TV Asahi
- AT-X
- Chubu-Nippon Broadcasting Company
- NHK
- Nippon TV
- TBS
- TV Tokyo (pro. ti-vi)
- Fuji TV
- Tokyo MX
- TSS
- NHK World Japan
- Animax
- MBS

### Jordanie
- Al Ordoniyah

### Kurdistan
- Kanal4
- Kurd1
- Kurdish News Network
- Kurdistan TV
- Kurdsat
- Nûçe TV
- Roj TV
- Stêrk TV
- TRT 6 (pro-gouvernement turc)
- Vîn TV
- Zagros TV

### Liban
- LBC
- LB2I
- LBCI News
- LBCI HD
- LDC
- LDC Australia
- LDC America
- MTV
- OTV
- ONE Sports
- Future TV USA
- Télé Liban
- Télé Liban Le Neuf
- Télé Lumière
- Noursat
- Noursat Al Shabab
- Nour El Sharq
- Sat Lumière
- Nour Kids
- Nour Music
- Mariam Channel
- Nour Spirit
- Nour News
- GNN
- Nour El Koddass
- Noursat Jordan
- Nour El Koddisin
- Aliman TV
- Alzahra TV
- Mazzika
- FM TV
- Aghani aghani TV
- Arabica TV
- NRJ TV (Liban)
- Maestro TV
- AM
- Taha TV
- Al-Hurra
- Al-Manar TV
- Future TV International
- Heya
- New TV
- NBN
- Rotana TV
- Btv(barakat television)
- Annhar TV
- Al Mayadeen TV
- Al Thabat TV
- Al Etihad TV
- Al Sahira

### Philippines
- ABS-CBN
- GMA Network
- Kapatid Channel
- TV5

### Sri Lanka
- Independant Television Network
- Rupavahini
- TNL
- MTV Sports
- ETV
- Swarnavahini
- Sirasa TV
- Shakthi TV
- Channel Eye
- ART Television
- YOU TV
- Nethra TV
- Vasantham TV
- Siyatha TV
- Varnam TV
- Prime TV
- NTV
- DAN Tamiloli
- CCTV News
- CSN
- Hiru TV
- Young Asia Television
- Sri TV
- One Sri Lanka
- Ada Derana 24x7

### Qatar
- Al Jazeera (Qatar)
- Qatar TV
- BeIN Sports Arabia
- Baraem
- Al Rayyan 1
- Al Rayyan 2

### Turkménistan
- Yaslyk
- TMT-3
- Türkmen Owazy
- Altyn Asyr
- TV4 Turkmenistan
- Miras

### Syrie
- Télévision Arabe Syrienne
- Syria al-Shaab

## Europe

### Bosnie-Herzégovine
- BHT 1
- Federalna TV
- RTRS.tv
- OBN
- Nova BH
- TV Hayat
- BN Televizija
- ATV
- O Kanal

### Croatie
- HRT 1
- HRT 2
- HRT 3
- HRT 4
- Nova TV
- RTL
- Doma TV
- RTL 2
- SPTV
- RTL Kockica
- CMC (en)

### Danemark
- DR1
- DR2
- DR Update
- TV 2
- TV 2 Zulu
- TV 2 Charlie
- TV 2 Film
- TV 2 News
- Viasat Sport/TV 2 Sport
- TV3
- TV3+
- TV3 Puls
- TVDanmark 2/Kanal 4
- TVDanmark 1/Kanal 5
- SBS Net/6'eren
- The Voice TV
- Discovery Channel
- Animal Planet

### Espagne

#### Enespagnol
- Televisión Española (« Télévision espagnole ») ou TVE - radiodiffuseur public
  - La 1 [SD/HD]
  - La 2 [SD/HD]
  - Clan [SD/HD]
  - Teledeporte [SD/HD]
  - 24h
- Atresmedia
  - Antena 3 [SD/HD]
  - LaSexta [SD/HD]
  - Neox
  - Nova
  - Mega
  - Atreseries [HD]
- Veo Televisión
  - DMAX [HD]
  - Gol Play
- Radio Blanca
  - DKiss
- Mediaset España
  - Cuatro [SD/HD]
  - Telecinco [SD/HD]
  - Factoría de Ficción
  - Boing
  - Divinity
  - Energy
  - Be Mad TV [HD]
- NET TV
  - Disney Channel
  - Paramount Network
- 13TV SA
  - Trece
- Grupo Secuoya
  - Ten
- Real Madrid C.F.
  - Real Madrid TV [HD]

#### Enbasque
- ETB 1 (Euskal Telebista 1), chaîne publique hertzienne du groupe EiTB - Euskal Irrati Telebista
- ETB 2 (Euskal Telebista 2), chaîne publique hertzienne du groupe EiTB - Euskal Irrati Telebista
- ETB 3 (Euskal Telebista 3), chaîne publique hertzienne du groupe EiTB - Euskal Irrati Telebista
- ETB 4 (Euskal Telebista 4), chaîne publique hertzienne du groupe EiTB - Euskal Irrati Telebista
- ETB Basque (Euskal Telebista Basque), chaîne publique satellitaire du groupe EiTB - Euskal Irrati Telebista
- TVPI, chaîne locale TNT du groupe Sud Ouest

#### Encatalan
- 8tv
- Andorra Televisió
- Canal 4
- Pirineus TV
- Verdi Classics HD
- Televisió de les Illes Balears
  - IB3
  - IB3 Global
- Televisió de Catalunya:
  - TV3
  - TV3 CAT
  - El 33
  - 3/24
  - Esport 3
  - Super 3
- Televisió Valenciana:
  - À Punt

### Finlande
- Yle TV1
- Yle TV2
- MTV3
- Nelonen
- Yle Teema & Fem
- Sub (en)
- TV5
- Liv
- Jim
- Kutonen
- TLC
- FOX
- AVA
- Hero
- AlfaTV
- Frii
- Harju & Pöntinen
- Livechat.fi
- INEZ
- National Geographic
- MT
- 1HD Music Television
- Estradi

### Hongrie
- M1
- M2 / Petőfi TV
- M4 Sport
- M5
- Duna
- Duna World
- RTL Klub
- TV2
- Izaura TV
- FEM3
- Zenebutik
- Spektrum Home

### Irlande
- Raidió Teilifís Éireann
  - RTÉ One (chaine publique)
  - RTÉ Two (chaine publique)
  - RTÉ Three (chaine publique)
  - RTÉ HD
  - RTÉ One +1
  - RTÉ Idirnáisiúnta (chaine internationale)
  - The Irish Film Channel
  - RTÉ International
  - RTÉ News Now (chaine info 24/7)
  - Oireachtas TV (chaine parlementaire)
- Bealach Scannáin na hÉireann (chaîné cinéma)
- Bubble Hits (chaine musique européenne)
- Bubble Hits Ireland (chaîne musique irlandaise)
- Buzz TV
- Channel 6 (chaîne satellite)
- Cúla 4 (chaîne pour les enfants en satellite)
- Oireachtas TV (chaîne parlementaire)
- Setanta Ireland (chaîne sport)
- Sky TV
- TG4 (chaîne publique qui émet dans la république d’Irlande et en Irlande du Nord)
- TV3 Ireland (chaîne commerciale)

### Islande
- RÚV
- RÚV 2
- Tónlist
- Sjónvarp Símans
- Alþingi
- Hringbraut
- N4
- Omega Christian television

### Italie
- Rai (télévision)
  - Rai 1
  - Rai 2
  - Rai 3
  - Rai 4
  - Rai 5
  - Rai News 24
  - Rai Sport
  - Rai Gulp
  - Rai Yoyo
  - Rai Storia
  - Rai Scuola
  - Rai Movie
  - Rai Premium
  - Rai Med
  - Camera dei Deputati
  - Senato della Repubblica
- Mediaset Italia
  - Canale 5
  - Italia 1
  - Rete 4
  - Iris (it)
  - 20
  - Top Crime
  - La5
  - Mediaset Extra
  - Italia 2
  - Boing
  - Cartoonito
  - TGcom24
- LA7
- Sky Italia
  - TV8
  - Cielo
- Discovery Network Europe
  - Nove
  - DMAX
  - Real Time, Real Time HD, Real Time +1
  - Discovery Channel, Discovery Channel HD, Discovery Channel +1
  - Discovery Science, Discovery Science HD
  - Discovery Travel & Living, Discovery T&L HD
  - Discovery World
  - Animal Planet
  - Giallo
- Focus (it)
- K2
- Frisbee
- Alice (it)
- Case Design Stili (it)
- Marcopolo
- Alice (it)
- Telelatino
- San Marino RTV (Saint-Marin)
- Vatican Media (Vatican)
- Padre Pio TV

### Macédoine du Nord
- MRT 1
- MRT 2
- MRT 3
- MRT Sobraniski Kanal
- MRT 1 HD
- Alsat-M
- Kanal 5
- Sitel TV
- Alfa TV
- Telma TV

### Moldavie
- Moldova 1
- Moldova 2
- Canal 2 (Moldova)
- Prime (Moldova)
- Gagauz Radyo Televiziyonu
- Transnistria 1

### Monténégro
- TVCG 1
- TVCG 2
- TVCG Sat
- Vijesti
- Prva
- RTV A1
- Nova M

### Norvège
- NRK1
- NRK2
- NRK3
- NRK Super
- TV 2
- TVNorge

### Portugal
- RTP1
- RTP2
- RTP3
- SIC
- TVI
- ARtv
- CNN Portugal
- SIC Notícias
- RTP Açores
- RTP Madeira
- RTP África
- TV Canção Nova

### Royaume-Uni

#### Angleterre
- British Broadcasting Corporation (BBC) :
  - BBC One
  - BBC Two
  - BBC Three
  - BBC Four
  - BBC World
  - BBC London
  - CBBC
  - BBC Parliament
- BBC Prime
- BBC region x 16
- Sky Movies
- Sky News
- Sky Active
- Sky Sports, Sky Sports 2, Sky Sports 3, Sky Extra
- Sky TV
- E4
- B4U Music
- CNN Europe
- Crime & Investigations Networks
- Game Network
- Ideal Vitility
- Ideal World
- Lunn Poly TV
- ITV news Channel
- Live TV
- Quiz TV
- QVC
- ScreenShop
- Shopmark
- Travel Channel
- TV Shop
- TV Travel Shop
- TV Warenhouse
- Yes 66

#### Écosse
- BBC Alba - (chaine numérique)
- TeleG - (chaines satellites)

#### Irlande du Nord
- BBC One Northern Ireland (chaine publique)
- BBC Two Northern Ireland (chaine publique)
- UTV - Ulster TV (chaine commercielle)

#### Pays de Galles
- S4C - Sianel Pedwar Cymru - (chaine publique qui émet au pays de Galles)
- S4C2 - (chaine numérique parlementaire)
- Cyw - (chaine satellite pour les enfants)

### Serbie
- RTS 1
- RTS 2
- RTS 3
- B92
- Happy TV
- Pink
- Prva

### Slovaquie
- Rozhlas a televízia Slovenska (« Radio et télévision slovaque ») ou RTVS - radiodiffuseur public, deux chaînes
  - STV Jednotka
  - STV Dvojka
- Markíza
- Doma (sk)
- Dajto (sk)
- JOJ
  - Plus (sk)
  - TV WAU (sk)
- TA3

### Slovénie
- TV SLO 1
- TV SLO 2
- TV SLO 3
- POP TV
- Kanal A
- Planet TV
- Planet 2
- TV3
- BRIO
- KINO
- OTO (pl)
- Planet PLUS
- Nova24TV
- TV Koper-Capodistria en italien
- TV Maribor

### Suisse

#### Suisse alémanique
- Schweizer Radio und Fernsehen (« Télévision et radio suisse ») ou SRF est le radiodiffuseur public de la Suisse alémanique
  - SRF 1
  - SRF zwei
  - SRF Info
- 3+
- 4+
- 5+
- 6+
- CHTV
- MTV Schweiz
- VIVA Schweiz
- NRJ TV

#### Suisse romande
- Radio télévision suisse ou RTS est le radiodiffuseur public de la Suisse romande
  - RTS Un
  - RTS Deux
  - RTS Info
- La Télé
- Canal Alpha
- Léman Bleu
- Rouge TV
- Teleclub Romandie
- TVM3

#### Suisse italienne
- Radiotelevisione svizzera di lingua italiana (« Radio télévision suisse de la langue italienne ») ou RSI est le radiodiffuseur public de la Suisse italienne
  - RSI La 1
  - RSI La 2
- TeleTicino

#### Suisse rhéto-romane
- Radiotelevisiun Svizra Rumantscha, la seule chaîne en Suisse qui diffuse en rhéto-roman

### République tchèque
- Česká televize ou ČT est le radiodiffuseur public de la République tchèque :
  - ČT1
  - ČT2
  - ČT Sport
  - ČT24
- Óčko
- Prima
- Prima Cool
- Prima Love
- Nova
- TV Barrandov

## Océanie

### Australie
- Australian Broadcasting Corporation
- Country Music Channel
- Disney Channel
- FOX8
- Network Ten
- Nine Network
- Seven Network
- Showcase
- Sky News Australia

### Nouvelle-Zélande
- Disney Channel
- Māori Television
- Prime
- Television New Zealand
- TVNZ 1
- TVNZ 2
- TVNZ 6
- TVNZ 7

### Tahiti
- Polynésie 1re
- Tahiti Nui Satellite - (chaine numérique)